# Ypthima argyrina
Ypthima argyrina är en fjärilsart som beskrevs av Paul Mabille 1878. Ypthima argyrina ingår i släktet Ypthima och familjen praktfjärilar. Inga underarter finns listade i Catalogue of Life.